# Golden Foot
«Золотая нога», встречается также вариант перевода «Золотая стопа», «Золотая ступня» и «Золотой след» (англ. Golden Foot) — ежегодная международная награда, присуждаемая футболистам за высокие спортивные успехи, достигнутые в команде и лично. Особенность этой награды в том, что победитель оставляет отпечатки своих ног на Аллее чемпионов (англ. Champions Promenade) — своего рода Аллея Славы, расположенная на набережной Княжества Монако.

## История
Идея создания Аллеи чемпионов принадлежит Обществу развития туризма в Монако при непосредственной поддержке Всемирного клуба чемпионов (англ. World Champions Club). Приз учреждён в 2003 году, по указанию Альберта II журналистом Антонио Кальендо. Согласно условиям, опубликованным на официальном сайте, возраст претендента на награду должен быть не менее 27 лет. Победитель выбирается из списка десяти кандидатов, представленных от жюри Golden Foot и комиссии журналистов, в результате интернет-голосования.
Кроме победителя «Golden Foot» каждый год выбираются также «легенды футбола». Ими могут стать как активные игроки, так и игроки, уже закончившие свою спортивную карьеру. «Легенды футбола» тоже имеют право оставить отпечатки своих ног на Аллее чемпионов.

## Победители
| Год  | Игрок, клуб                         | «Легенды футбола» |
| ---- | ----------------------------------- | --- |
| 2003 | Роберто Баджо, Брешиа               | - Эйсебио (Португалия) - Жюст Фонтен (Франция) - Диего Марадона (Аргентина) - Джанни Ривера (Италия)                                                                  |
| 2004 | Павел Недвед, Ювентус               | - Альфредо Ди Стефано (Аргентина) - Мишель Платини (Франция) - Дино Дзофф (Италия)                                                                                    |
| 2005 | Андрей Шевченко, Милан              | - Джордж Бест (Северная Ирландия) - Франсиско Хенто (Испания) - Роберто Ривеллино (Бразилия) - Луиджи Рива (Италия) - Джордж Веа (Либерия)                            |
| 2006 | Роналдо, Реал Мадрид                | - Джачинто Факкетти (Италия) - Альсидес Хиххия (Уругвай) - Раймон Копа (Франция) - Ференц Пушкаш (Венгрия) - Зико (Бразилия)                                          |
| 2007 | Алессандро Дель Пьеро, Ювентус      | - Марио Кемпес (Аргентина) - Герд Мюллер (Германия) - Ромарио (Бразилия) - Паоло Росси (Италия) - Христо Стоичков (Болгария)                                          |
| 2008 | Роберто Карлос, Фенербахче          | - Алдаир (Бразилия) - Игорь Беланов (Украина) - Луис Суарес Мирамонтес (Испания) - Зинедин Зидан (Франция)                                                            |
| 2009 | Роналдиньо, Милан                   | - Збигнев Бонек (Польша) - Олег Блохин (Украина) - Рене Игита (Колумбия) - Карл-Хайнц Румменигге (Германия) - Нилтон Сантос (Бразилия)                                |
| 2010 | Франческо Тотти, Рома               | - Джанкарло Антоньоли (Италия) - Франц Беккенбауэр (Германия) - Дунга (Бразилия) - Уго Санчес (Мексика) - Франсиско Варальо (Аргентина)                               |
| 2011 | Райан Гиггз, Манчестер Юнайтед      | - Абеди Пеле (Гана) - Луиш Фигу (Португалия) - Рабах Маджер (Алжир) - Рууд Гуллит (Нидерланды) - Хавьер Санетти (Аргентина)                                           |
| 2012 | Златан Ибрагимович, Пари Сен-Жермен | - Франко Барези (Италия) - Эрик Кантона (Франция) - Лотар Маттеус (Германия)                                                                                          |
| 2013 | Дидье Дрогба, Галатасарай           | - Карлос Вальдеррама (Колумбия) - Освальдо Ардилес (Аргентина) - Жан-Пьер Папен (Франция)                                                                             |
| 2014 | Андрес Иньеста, Барселона           | - Хакан Шукюр (Турция) - Жан-Мари Пфафф (Бельгия) - Роже Милла (Камерун) - Антонин Паненка (Чехословакия), (Чехия) - Хидэтоси Наката (Япония) - Миа Хэмм (США)        |
| 2015 | Самюэль Это’о, Антальяспор          | - Георге Хаджи (Румыния) - Даниэль Пассарелла (Аргентина) - Давид Трезеге (Франция) - Ринат Дасаев (Россия)                                                           |
| 2016 | Джанлуиджи Буффон, Ювентус          | - Франк Де Бур (Нидерланды) - Клаудио Раньери (Италия) - Карлес Пуйоль (Испания) - Деку (Португалия)                                                                  |
| 2017 | Икер Касильяс, Порту                | - Роберто Манчини (Италия) - Майкл Оуэн (Англия) - Марсель Десайи (Франция) - Оливер Кан (Германия) - Мин Ли (Китай)                                                  |
| 2018 | Эдинсон Кавани, Пари Сен-Жермен     | - Леонардо (Бразилия) - Кларенс Зеедорф (Нидерланды) - Андреа Пирло (Италия) - Марчелло Липпи (Италия) - Дидье Дешам (Франция)                                        |
| 2019 | Лука Модрич, Реал Мадрид            | - Каролина Мораче (Италия) - Пауло Роберто Фалькао (Бразилия) - Патрик Виейра (Франция) - Жозе Алтафини (Бразилия)                                                    |
| 2020 | Криштиану Роналду, Ювентус          | - Андреа Аньелли (Италия, Golden Foot Prestige) |
| 2021 | Мохаммед Салах, Ливерпуль           | - Дани Алвес (Бразилия) - Паоло Мальдини (Италия) - Гюнтер Нетцер (Германия) - Габриэле Ориали (Италия) - Келли Смит (Англия)                                         |
| 2022 | Роберт Левандовский, Барселона      | - Эмилио Бутрагеньо (Испания) - Хуан Себастьян Верон (Аргентина) - Фатих Терим (Турция) - Косоваре Аслани (Швеция, Golden Foot Prestige) - Флорентино Перес (Испания) |
| 2024 | Лаутаро Мартинес, Интернационале    | - Жерар Пике (Испания) - Руй Кошта (Португалия) - Фабио Каннаваро (Италия) - Фернандо Льоренте (Испания) - Рууд Крол (Голландия)                                      |